# Dave McCary
Dave McCary, né le 2 juillet 1985 à San Diego, en Californie, est un réalisateur américain.

## Biographie

### Vie privée
Depuis octobre 2017, il est le compagnon de l'actrice américaine Emma Stone rencontrée lors d'une émission de Saturday Night Live. Ils annoncent leurs fiançailles sur les réseaux sociaux en décembre 2019. En septembre 2020, ils se sont mariés en secret. Le 13 mars 2021, il devient père pour la première fois d'une fille prénommée Louise Jean McCary.

## Filmographie
Sauf indication contraire, les informations mentionnées dans cette section peuvent être confirmées par la base de données cinématographiques IMDb,  présente dans la section « Liens externes ».

### Comme réalisateur

#### Au cinéma
- 2017 : Brigsby Bear

#### À la télévision
- 2011 : Fresh Perspectives (6 épisodes)
- 2015 : SNL's NFL Saturday
- 2016-2019 : Saturday Night Live (émission de divertissement à sketchs)

### Comme producteur
- 2024 : A Real Pain de  Jesse Eisenberg
- 2026 : Untitled Jesse Eisenberg Musical de Jesse Eisenberg

## Distinctions
- Film Club's The Lost Weekend 2017 :   
  - Prix du meilleur film Lost Weekend pour Brigsby Bear (2017)
  - Favori du public Lost Weekend pour Brigsby Bear
- Festival international du film de Miskolc (Jameson CineFest) 2017 : nomination au prix Emeric Pressburger pour Brigsby Bear
- Festival international du film de Melbourne 2017 : nomination au Prix du public (Best Narrative Feature) pour Brigsby Bear
- Provincetown International Film Festival 2017 : John Schlesinger Award Narrative pour Brigsby Bear
- Festival international du film de Shanghai 2017 : nomination au Golden Goblet Best Feature Film pour Brigsby Bear
- Festival du film de Sundance 2017 : nomination au Grand prix du jury "dramatique" pour Brigsby Bear
- Festival du film de Sydney 2017 : nomination au Prix du public (section Best Narrative Feature) pour Brigsby Bear
- Vevey International Funny Film Festival 2017 : mention du Jury pour Brigsby Bear[6]